# Moraditas de Taco
Moraditas de Taco, o simplemente Moraditas, es un barrio de la ciudad de Santa Cruz de Tenerife (Tenerife, Canarias, España), que se encuadra administrativamente dentro del distrito de Ofra-Costa Sur. El barrio se eleva sobre la montaña de Taco.

## Demografía
| 2004 | 2005 | 2006 | 2007 | 2008 | 2009 | 2010 |
| ---- | ---- | ---- | ---- | ---- | ---- | ---- |
| 1025 | 999  | 1036 | 1003 | 956  | 906  | 1005 |

## Transportes
En guagua queda conectado mediante las siguientes líneas de Titsa: 
| Línea | Trayecto                                                                           | Recorrido | Frecuencia |
| ----- | ---------------------------------------------------------------------------------- | --------- | ---------- |
| 903   | Bº La Alegría - Muelle Norte - Ramblas - Chamberí - Cementerio - Moraditas de Taco | Recorrido | Varía      |